# Jeremy Ormskerk
Jeremy Ormskerk (17 december 1982) is een Nederlands professioneel basketbalspeler. In 2005, 2007, 2009 en 2010 speelde hij in het Nederlands nationaal basketbalteam.

## Erelijst
Nederland
- Landskampioen (1): 2005–06
- NBB-Beker (2): 2003–04, 2005–06

## Statistieken
Dutch Basketball League
| Jaar    | Team      | GS | MPW  | 2P%  | 3P%  | VW%  | RPW | APW | SPW | BPW | PPW  |
| ------- | --------- | -- | ---- | ---- | ---- | ---- | --- | --- | --- | --- | ---- |
| 2010–11 | Rotterdam | 36 | 31.6 | .406 | .270 | .641 | 1.6 | 3.0 | 0.9 | 0.0 | 10.3 |
| 2012–13 | Amsterdam | 34 | 30.0 | .457 | .387 | .743 | 2.3 | 2.5 | 1.1 | 0.0 | 12.0 |